# كيدونيا

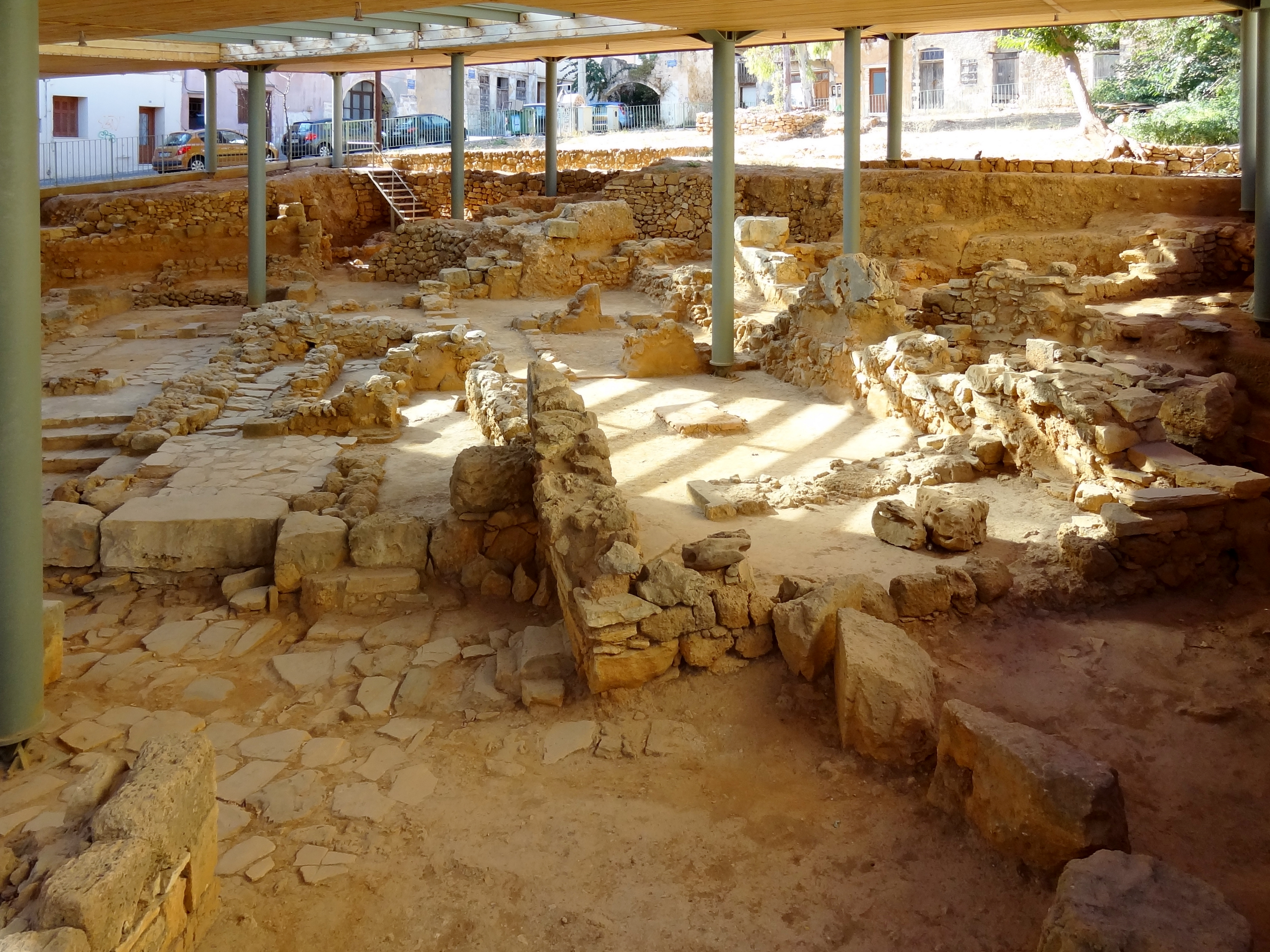

سيدونيا أو كيدونيا (لغة إغريقية: Κῠδωνία) دولة مدينة على الساحل الشمالي الغربي لجزيرة كريت. وهي في موقع المدينة اليونانية في العصر الحديث خانية. ذكرت أسطورة بأن سيدونيا تأسست من قبل الملك سيدون، نجل هيرميس أكاليكس ابنة الملك مينوس.